# 王村镇 (静乐县)
王村镇，原为王村乡，是中华人民共和国山西省忻州市静乐县下辖的一个乡镇级行政单位。2021年5月，撤乡设镇。

## 行政区划
王村镇下辖以下地区：
善应村、洞子头村、三山村、扶头会村、双后村、界桥村、圪塔村、梨元头村、上村、崖头沟村、下村、后里村、上道宏村、下道宏村、羊儿岭村、上王村、王村、牛兰村、上高崖村、下高崖村、龙科村、西贺村、水草会村、南湖庄村、寺庄村、西铺村、后村、后板岔村、西马坊村、前长安村、后长安村、双村、任家沟村、站上村和黑山村。